# 藤崎慎吾
藤崎慎吾（1962年3月—5日）出生于东京都的SF作家、散文作家。本名远藤慎一。美国马里兰大学海洋・入海口环境科学专业硕士毕业。
- 日本SF作家俱乐部成员
- 宇宙作家俱乐部成员

## 散文
- 《深海的驾驶员》（与人合写）

- 《日本列岛会沉没吗？》（与西村一、松浦晋也合写）

## 长篇小说
- 《水晶沉默》（クリスタルサイレンス）

- 石之边缘系列（ストーンエイジシリーズ）
  1. ストーンエイジCOP―顔を盗まれた少年
  2. ストーンエイジKIDS

- 《萤女》（蛍女）

- 《ハイドゥナン》

- 《鲸之王》（鯨の王）

## 短篇集
- 《Left Alone》（レフト・アローン）